# Creuer Alberto di Giussano
L'Alberto di Giussano va ser un creuer lleuger, primer de la seva classe a la Regia Marina, anomenat en honor d'Albert de Giussano, el cavaller que segons la llegenda va dirigir la defensa del Carroccio a la batalla de Legnano.

## Orígens i característiques
La planificació militar de la Regia Marina d'abans de la guerra havia comparat sobretot l'armada francesa (on es van construir moltes unitats tenint en compte la velocitat com a factor fonamental) i es basava en el supòsit, teòricament correcte però a la pràctica substituït pels fets, que una gran velocitat servia de protecció contra els torpedes i els torpediners i permetia als creuers atacar en condicions de superioritat i escapar en condicions d'inferioritat (també perquè a la Primera Guerra Mundial sovint havien aconseguit escapar petits equips ràpids de la flota austrohongaresa) els enfrontaments, o bombardejar la costa adriàtica abans de l'arribada de la flota italiana). L'amenaça que suposaven les mines i els submarins es van subestimar, malgrat les lliçons de la Primera Guerra Mundial a l'Adriàtic.
Com totes les unitats de la seva classe i la posterior Diaz, va ser molt ràpida però pràcticament sense blindatge i protecció (entre 20 i 40 mm, amb algunes zones gairebé descobertes), tant que fins i tot els obusos de 102 i 120 mm dels destructors britànics podien perforar el seu casc fins i tot a distàncies de tir normals. A més, aquest pobre blindatge estava mal posicionat, essent més extens i pesat a la torre (on es trobaven els òrgans de control de foc) en lloc de al voltant dels motors: aquests eren de fet la part més "valuosa" i important de la nau, que tenia comptar amb la velocitat per trencar el contacte amb forces superiors. Per aquest motiu, les dues primeres classes de Condottieri es van anomenar de manera diversa "dibuixos animats", "creuers de paper" o "creuers de paper de seda". També va faltar protecció submarina respecte a les unitats que la Regia Marina va posar en marxa els anys següents. En canvi, l'armament era bo (per a l'època), però que amb l'esclat de la guerra es demostrà com a insuficient en el paper antiaeri, vist el rapidíssim desenvolupament de l'aviació durant la segona meitat dels anys 30 i durant els anys 40.

## Història
Se li va posar la quilla el 1928 i va ser avarada el 27 d'abril de 1930.
Als anys trenta el creuer va participar en les activitats normals de pau de la flota com a unitat de la 2a Esquadra, incloent serveis relacionats amb la Guerra Civil Espanyola.
El 10 de juny de 1940, juntament amb el 1er Esquadró, va formar part de la IV Divisió de Creuers i va participar en la batalla de Punta Stilo al juliol, durant la qual va llançar un hidroavió IMAM Ro.43 per al reconeixement. Llavors va fer una sortida de mines a Pantelleria a l'agost i durant la resta de l'any va actuar com a cobertura remota per a combois de tropes i subministraments al nord d'Àfrica.
El 9 de desembre de 1941, sota el comandament del capità del vaixell Giovanni Marabotto, va abandonar el port de Palerm juntament amb el seu vaixell germà Alberico da Barbiano per transportar subministraments urgents de combustible d'aviació a Trípoli. Tanmateix l'almirall Toscano, comandant de la IV Divisió, creient, després de l'albirament per part del reconeixement aeri britànic, que la sorpresa (indispensable per a l'èxit de la missió) ja havia desaparegut, va ordenar el retorn.
Tanmateix, el 12 de desembre, com que hi havia una necessitat desesperada de combustible a Líbia, els dos creuers van haver de tornar a salpar. Van ser interceptats davant del cap Bon i enfonsats per quatre destructors enemics (els britànics Sikh, Legion i Maori i l'holandès Isaac Seweers) de la 4a flotilla de destructors de la Royal Navy: el Di Giussano va reaccionar disparant tres salves, però va ser després colpejat per almenys dos torpedes dels Maori (que n'havien llançat sis) i per obusos d'artilleria; unes canonades van esclatar, escaldant els enginyers i encallant l'hèlix esquerra. El foc es va desenvolupar d'una manera menys ràpida i violenta que al Da Barbiano, però el vaixell, immobilitzat i en flames, va haver de ser abandonat i enfonsat, trencant-se en dos, a les 4.20 del 13 de desembre.
Van morir 283 homes dels 520 tripulants. Del testimoni d'un mariner a bord es desprèn que després de ser colpejat, el vaixell es va incendiar immediatament i el vessament de combustible va estendre el foc a la zona del mar dels voltants. Alguns mariners van morir entre les flames, mentre que altres es van perdre al mar.

## Comandants de guerra
- Capitano di vascello Giuseppe Maroni - del 7 d'abril de 1939 al 5 de maig de 1941;
- Capitano di vascello Giovanni Marabotto - del 6 de maig al 13 de desembre de 1941.

## Derelicte
El naufragi del creuer es va trobar gràcies a l'expedició "Altair", patrocinada per Cressi, l'any 2007. Es troba a una milla de la costa del Cap Bon, a una profunditat d'entre 60 i 70 metres.